# Dobczyce (gemeente)
De gemeente Dobczyce is een stad- en landgemeente in het Poolse woiwodschap Klein-Polen, in powiat Myślenicki.
De zetel van de gemeente is in Dobczyce.
Op 30 juni 2004 telde de gemeente 13 783 inwoners.

## Oppervlakte gegevens
In 2002 bedroeg de totale oppervlakte van gemeente Dobczyce 66,63 km², waarvan:
- agrarisch gebied: 52%
- bossen: 23%

De gemeente beslaat 9,9% van de totale oppervlakte van de powiat.

## Demografie
Stand op 30 juni 2004:
| Omschrijving                   | Totaal | Totaal | Vrouwen | Vrouwen | Mannen | Mannen |
| ------------------------------ | ------ | ------ | ------- | ------- | ------ | ------ |
| eenheid                        | aantal | %      | aantal  | %       | aantal | %      |
| inwoners                       | 13 783 | 100    | 6936    | 50,3    | 6847   | 49,7   |
| bevolkingsdichtheid (inw./km²) | 206,9  | 206,9  | 104,1   | 104,1   | 102,8  | 102,8  |

In 2002 bedroeg het gemiddelde inkomen per inwoner 1298,75 zł.

## Administratieve plaatsen (sołectwo)
Bieńkowice, Brzączowice, Brzezowa, Dziekanowice, Kędzierzynka, Kornatka, Niezdów, Nowa Wieś, Rudnik, Sieraków, Skrzynka, Stadniki, Stojowice.

## Aangrenzende gemeenten
Gdów, Myślenice, Raciechowice, Siepraw, Wieliczka, Wiśniowa
- Library of Congress Control Number: n94076329
- Virtual International Authority File: 149080423